# Emily Woof
Emily Woof (* 1967 in Newcastle upon Tyne) ist eine britische Schauspielerin, Regisseurin und Drehbuchautorin.

## Leben und Karriere
Emily Woof wurde in Newcastle upon Tyne in der nordostenglischen Grafschaft Tyne and Wear geboren. Ihr Vater war der Wordsworth-Trust-Direktor Robert Woof. Emily Woof studierte an der Oxford-Universität. Ihr erster Bühnenauftritt war ein dreiteiliges Einpersonenstück mit dem Titel Sex, Sex 2 und Sex 3. Emily Woof ist vorzugsweise in britischen Fernsehproduktionen wie Oliver Twist oder Coronation Street zu sehen. International bekannt wurde sie 1997 durch ihre Rolle der Mandy in der britischen Erfolgskomödie Ganz oder gar nicht. Bei dem 2007 entstandenen Film Meeting Helen übernahm sie nicht nur die Hauptrolle, sondern schrieb auch das Drehbuch und führte Regie.
Im Mai 2010 wurde ihr erster Roman The Whole Wide Beauty veröffentlicht.
Emily Woof hat zwei Kinder und lebt in Nordlondon.

## Filmografie (Auswahl)

### Als Schauspielerin

#### Filme
- 1997: Ganz oder gar nicht (The Full Monty)
- 1997: Der Elfengarten (Photographing Fairies)
- 1998: Killer Net
- 1998: Velvet Goldmine
- 1999: Lover oder Loser (This Year's Love)
- 1999: Passion – Extreme Leidenschaft (Passion)
- 2000: Going Going
- 2000: Pandaemonium
- 2002: Albtraum ohne Ende (Silent Cry)
- 2004: Italienische Verführung (School for Seduction)
- 2005: Wondrous Oblivion
- 2007: Meeting Helen
- 2021: Ein Festtag (Mothering Sunday)

#### Fernsehserien und Fernsehfilme
- 1995, 2020: Casualty (Episodenrolle)
- 1999–2000: Daylight Robbery
- 1999: Oliver Twist
- 2001: Daylight Robbery 2
- 2005: E=mc² – Einsteins große Idee (E=mc²)
- 2007: Inspector Barnaby – Das Tier in dir (Midsomer Murders) (Episodenrolle als Janet Bailey)
- 2007: Agatha Christie’s Marple – Nemesis (Agatha Christie’s Marple: Nemesis) (Episodenrolle als Rowena Waddy)
- 2007: Ronni Ancona & Co
- 2012: Vera – Ein ganz spezieller Fall – Phantomschmerz (Vera: The Ghost Position) (Episodenrolle als Janice Ronson)
- 2016: Coronation Street

### Hinter der Kamera
- 2000: Going Going (als Drehbuchautorin)
- 2002: Between the Wars (als Regisseurin)
- 2007: Meeting Helen (als Regisseurin und Drehbuchautorin)

## Romane
- The Whole Wide Beauty. Faber, 2010
- The Lightning Tree. Faber, 2014